# Phoetalia circumvagans
Phoetalia circumvagans es una especie de insecto blatodeo de la familia Blaberidae, subfamilia Blaberinae.

## Distribución geográfica
Su distribución es circuntropical.

## Sinónimos
- Nauphoeta circumvagans Burmeister, 1838.
- Blatta marginicollis Stål, 1860.